# Luigi Bobbio (politico)
Luigi Bobbio (Napoli, 10 gennaio 1957) è un politico italiano, sindaco di Castellammare di Stabia dal 2010 fino al 3 dicembre 2012, quando viene sfiduciato in consiglio comunale.

## Biografia
Laureato in Giurisprudenza, ha svolto la funzione di magistrato. È stato componente della Direzione distrettuale Antimafia della Procura della Repubblica di Napoli. In data 19 maggio 2008 è stato nominato capo di gabinetto del Ministro della gioventù Giorgia Meloni.

### Carriera politica
Nel 2001 è eletto al Senato della Repubblica per Alleanza Nazionale. È stato membro della 2ª Commissione permanente (Giustizia), della Commissione speciale in materia d'infanzia e di minori, della Commissione d'inchiesta sulle cause dell'inquinamento del fiume Sarno, della commissione d'inchiesta sul fenomeno della mafia e della commissione d'inchiesta sull'affare Telekom Serbia.
Il 5 maggio 2007 viene eletto per acclamazione presidente provinciale di AN Napoli.
Il 30 marzo 2010 viene eletto al primo turno nuovo sindaco di Castellammare di Stabia..
Il 19 ottobre 2012 si dimette da sindaco di Castellammare non avendo più i numeri per governare. Il 9 novembre 2012 ritira le dimissioni. Il 29 novembre 2012 il consiglio comunale boccia il consuntivo di bilancio e per immediata conseguenza, si chiude l'esperienza amministrativa del sindaco Pdl Luigi Bobbio. Il 10 dicembre 2012, annuncia la sua ricandidatura alle successive elezioni amministrative della città delle acque, con lo slogan “Torno Subito”, tuttavia nell'aprile del 2013 il PDL decide di candidare al suo posto come sindaco Antonio Pentangelo.
Alle elezioni amministrative del 26 e 27 maggio 2013, viene nettamente sconfitto prendendo poco più del 9%, non riuscendo ad ottenere nessun seggio al consiglio comunale della città delle acque.

### Il caso della nomina di Caselli
Nel 2005, durante il suo mandato di senatore, Luigi Bobbio presenta un emendamento alla legge delega di riforma dell'ordinamento giudiziario (la cosiddetta Riforma Castelli). A causa di questo emendamento il magistrato Gian Carlo Caselli, la cui nomina a Procuratore Nazionale Antimafia era la più probabile ma invisa al Governo Berlusconi III, non poté più essere nominato per superamento del limite di età.
Successivamente alla nomina di Piero Grasso quale nuovo Procuratore Nazionale Antimafia, la Corte Costituzionale (sent. 245/2007) dichiarò illegittimo il provvedimento che aveva escluso Caselli dal concorso.

## Vicende giudiziarie

### Condanna per diffamazione aggravata
Querelato dai genitori di Carlo Giuliani per averlo offeso su un social network definendolo "feccia", nel gennaio 2016 è stato riconosciuto colpevole dal Tribunale di Torre Annunziata di diffamazione aggravata e condannato a otto mesi di reclusione (con sospensione della pena).
Tale condanna viene confermata in Appello nel dicembre 2019.

### Condanna per abuso d'ufficio
Nel febbraio 2017, il Tribunale di Torre Annunziata lo ha condannato in primo grado ad un anno ed otto mesi per abuso d'ufficio. La vicenda riguarda un presunto incarico di coordinatore della cabina di regia che Bobbio, da sindaco di Castellammare, affidò al proprio testimone di nozze per uno stipendio di 160.000 euro all'anno, più rimborsi per pranzi, cene e pernottamenti di lusso. Un incarico "fantasma, inutile, che non produsse delibere: un mero pretesto legale per mascherare vere e proprie distrazioni di denaro dalle casse comunali", secondo il pubblico ministero Maria Benincasa.
La sentenza di condanna è stata successivamente annullata dalla Corte di Cassazione nel 2022. 